# Torneo NSFL Tackle Élite 2018
Il Torneo NSFL Tackle Élite 2018 è la 14ª edizione del campionato di football americano di prima squadra, organizzato dalla NSFL.
Il 20 settembre i La Chaux-de-Fonds Hornets si sono ritirati per carenza di giocatori.

## Squadre partecipanti
| Club                      | Città             | Stadio | Sponsor ufficiale | Risultato nella stagione 2017 |
| ------------------------- | ----------------- | ------ | ----------------- | ----------------------------- |
| La Chaux-de-Fonds Hornets | La Chaux-de-Fonds |        |                   |                               |
| Luzern Lions              | Lucerna           |        |                   |                               |
| Monthey Rhinos            | Monthey           |        |                   |                               |
| Riviera Saints            | Vevey             |        |                   |                               |
| Yverdon Ducs              | Yverdon-les-Bains |        |                   |                               |

## Stagione regolare

### Calendario

#### 1ª giornata
| Lucerna 26 agosto 2018, ore 11:00 CEST | La Chaux-de-Fonds Hornets | 0 – 19 | Riviera Saints |  |

| Lucerna 26 agosto 2018, ore 14:00 CEST | Monthey Rhinos | 0 – 21 | Luzern Lions |  |

#### 2ª giornata
| La Chaux-de-Fonds 2 settembre 2018, ore 11:00 CEST | Riviera Saints | 0 – 10 | Monthey Rhinos |  |

| La Chaux-de-Fonds 2 settembre 2018, ore 14:00 CEST | La Chaux-de-Fonds Hornets | 6 – 38 | Yverdon Ducs |  |

#### 3ª giornata
| Montreux 9 settembre 2018, ore 11:00 CEST | La Chaux-de-Fonds Hornets | 8 – 26 | Luzern Lions |  |

| Montreux 9 settembre 2018, ore 14:00 CEST | Riviera Saints | 23 – 6 | Yverdon Ducs |  |

#### 4ª giornata
| Montreux 16 settembre 2018, ore 11:00 CEST | Yverdon Ducs | 3 – 26 | Monthey Rhinos |  |

| Montreux 16 settembre 2018, ore 14:00 CEST | Riviera Saints | 17 – 0 | Luzern Lions |  |

#### 5ª giornata
| La Chaux-de-Fonds 23 settembre 2018, ore 11:00 CEST | Luzern Lions | 6 – 34 | Yverdon Ducs |  |

| La Chaux-de-Fonds 23 settembre 2018, ore 14:00 CEST | La Chaux-de-Fonds Hornets | 0 – 1 (a tavolino) | Monthey Rhinos |  |

#### 6ª giornata
| Monthey 30 settembre 2018, ore 11:00 CEST | Riviera Saints | 1 – 0 (a tavolino) | La Chaux-de-Fonds Hornets |  |

| Monthey 30 settembre 2018, ore 14:00 CEST | Monthey Rhinos | 16 – 0 | Luzern Lions |  |

#### 7ª giornata
| Montreux 7 ottobre 2018, ore 11:00 CEST | Yverdon Ducs | 1 – 0 (a tavolino) | La Chaux-de-Fonds Hornets |  |

| Montreux 7 ottobre 2018, ore 14:00 CEST | Monthey Rhinos | 0 – 10 | Riviera Saints |  |

#### 8ª giornata
| Yverdon-les-Bains 14 ottobre 2018, ore 11:00 CEST | Monthey Rhinos | 1 – 0 (a tavolino) | La Chaux-de-Fonds Hornets |  |

| Yverdon-les-Bains 14 ottobre 2018, ore 14:00 CEST | Yverdon Ducs | 36 – 0 | Luzern Lions |  |

#### 9ª giornata
| Yverdon-les-Bains 21 ottobre 2018, ore 11:00 CEST | Luzern Lions | 1 – 0 (a tavolino) | La Chaux-de-Fonds Hornets |  |

| Yverdon-les-Bains 21 ottobre 2018, ore 14:00 CEST | Yverdon Ducs | 13 – 20 | Riviera Saints |  |

#### 10ª giornata
| Lucerna 28 ottobre 2018, ore 11:00 CEST | Monthey Rhinos | 7 – 3 | Yverdon Ducs |  |

| Lucerna 28 ottobre 2018, ore 14:00 CEST | Luzern Lions | 11 – 0 | Riviera Saints |  |

### Classifica
La classifica della regular season è la seguente:
- PCT = percentuale di vittorie, G = partite giocate, V = partite vinte, N = partite pareggiate, P = partite perse, PF = punti fatti, PS = punti subiti
- La qualificazione ai playoff è indicata in verde

| Pos. | Squadra                   | PCT  | G | V | N | P | PF  | PS  |
| ---- | ------------------------- | ---- | - | - | - | - | --- | --- |
| 1    | Monthey Rhinos            | .875 | 8 | 7 | 0 | 1 | 82  | 16  |
| 2    | Riviera Saints            | .750 | 8 | 6 | 0 | 2 | 90  | 40  |
| 3    | Yverdon Ducs              | .500 | 8 | 4 | 0 | 4 | 134 | 88  |
| 4    | Luzern Lions              | .375 | 8 | 3 | 0 | 5 | 44  | 132 |
| 5    | La Chaux-de-Fonds Hornets | .000 | 8 | 0 | 0 | 8 | 14  | 88  |

## Playoff

### Tabellone
|  | Semifinali     | Semifinali     | Semifinali     |                |                | XIV NSFL Bowl        | XIV NSFL Bowl        | XIV NSFL Bowl        |  |
|  |                |                |                |                |                |                      |                      |                      |  |
|  | Monthey Rhinos | Monthey Rhinos | 39             |                |                |                      |                      |                      |  |
|  | Monthey Rhinos | Monthey Rhinos | 39             |                |                |                      |                      |                      |  |
|  | Luzern Lions   | Luzern Lions   | 6              |                |                |                      |                      |                      |  |
|  | Luzern Lions   | Luzern Lions   | 6              |                | Monthey Rhinos | Monthey Rhinos       | 14                   |                      |  |
|  |                |                |                |                | Monthey Rhinos | Monthey Rhinos       | 14                   |                      |  |
|  |                |                | Riviera Saints | Riviera Saints | 20             |                      |                      |                      |  |
|  | Riviera Saints | Riviera Saints | Riviera Saints | Riviera Saints | 20             | 16                   |                      |                      |  |
|  | Riviera Saints | Riviera Saints |                |                |                | 16                   |                      |                      |  |
|  | Yverdon Ducs   | Yverdon Ducs   | 6              |                |                | Finale 3º - 4º posto | Finale 3º - 4º posto | Finale 3º - 4º posto |  |
|  | Yverdon Ducs   | Yverdon Ducs   | 6              |                |                |                      |                      |                      |  |
|  |                |                |                |                |                |                      |                      |                      |  |
|  |                |                |                |                |                | Luzern Lions         | Luzern Lions         | 8                    |  |
|  |                |                |                |                |                | Luzern Lions         | Luzern Lions         | 8                    |  |
|  |                |                |                |                |                | Yverdon Ducs         | Yverdon Ducs         | 20                   |  |

### Semifinali
| Monthey 4 novembre 2018, ore 11:00 CEST | Riviera Saints | 16 – 6 | Yverdon Ducs |  |

| Monthey 4 novembre 2018, ore 14:00 CEST | Monthey Rhinos | 39 – 6 | Luzern Lions |  |

### Finale 3º - 4º posto
| Montreux 11 novembre 2018, ore 11:00 CEST | Luzern Lions | 8 – 20 | Yverdon Ducs |  |

### XIV NSFL Bowl
| Montreux 11 novembre 2018, ore 14:00 CEST | Monthey Rhinos | 14 – 20 | Riviera Saints |  |

## Verdetti
- Riviera Saints Campioni NSFL Tackle Élite 2018